# Listă de rafidioptere din România
Listă de rafidioptere din România.

## FamiliaRaphidiidae
- Raphidia (Raphidia) ophiopsis L., 1758
- Raphidia (Raphidia) mediterranea Asp., Asp., et Rausch., 1977
- Raphidia (Raphidia) beieri Asp. et Asp., 1964
- Raphidia (Raphidia) ulrikae Aspiick, 1964 (= R. carpathica Kis, 1963)
- Raphidia (Dichrostigma) flavipes Stein, 1863
- Raphidia (Dichrostigma) mehadia Asp. et Asp
- Raphidia (Phaeostigma) notata Fabricius, 1781
- Raphidia (Magnoraphidia) major Burmeister, 1839
- Raphidia (Turcoraphidia) amara Asp. et Asp., 1964
- Raphidia (Subilla) confinis Stephens, 1836 (= R. cognata Ramhur, 1842)
- Raphidia (Puncha) ratzeburgi Rrauer, 1876
- Raphidia (Xanthostigma) xarithostigma Schummel, 1832
- Raphidia (Venustoraphidia) nigricollis Alharda, 1891

## FamiliaInocelliidae
- Inocellia (Parainocellia) braueri Albarda, 1891.